# زجاجي العين البرتغالي
زجاجي العين البرتغالي أو قُراد الجِمال البرتغالي (الاسم العلمي:Hyalomma lusitanicum) هو نوع من العنكبوتيات يتبع جنس زجاجي العين من فصيلة اللبوديات الصلبة.